# 内藤昭
内藤 昭（ないとう あきら、1927年3月7日 - 2007年1月8日）は、京都府京都市出身の日本の元大映京都撮影所の美術監督。祖父は陸軍軍人の内藤新一郎。

## 経歴
1951年大映京都撮影所の美術助手として大映に入社。水谷浩に師事し溝口健二監督作品を手掛ける。
大映京都を代表する美術監督の一人で、大映時代の主な担当作品には『座頭市シリーズ』、『眠狂四郎シリーズ』、1961年の『釈迦』、1966年の『大魔神』などがある。三隅研次監督とは相性が良く、まるで三隅の参謀の様であったという。
1961年の『釈迦』で映像技術賞美術特別賞を受賞。1988年には『TOMORROW 明日』で、1990年には『浪人街』などの作品で、1992年に『橋のない川』などの作品でと、毎日映画コンクール美術賞を三度受賞した。
1972年、映像京都の立ち上げに参加。
2007年1月8日、筋萎縮性側索硬化症のため死去。

## 主な作品
- 若き日の信長 (1959)
- 濡れ髪三度笠 (1959)
- 疵千両（1960年）
- 大江山酒天童子 (1960)
- 怪談累ヶ淵 (1960)
- 大菩薩峠 (1960)
- 大菩薩峠 竜神の巻 (1960)
- 花くらべ狸道中 (1961)
- 濡れ髪牡丹 (1961)
- 悪名 (1961)
- 釈迦 (1961)
- 座頭市物語 (1962)
- 忍びの者 (1962)
- 続・忍びの者 (1963)
- 眠狂四郎殺法帖 (1963)
- 眠狂四郎勝負 (1964)
- 忍びの者　霧隠才蔵 (1964)
- 無宿者 (1964)
- 座頭市血笑旅 (1964)
- 乞食大将 (1964)
- 眠狂四郎炎情剣 (1965)
- 鼠小僧次郎吉 (1965)
- 続・兵隊やくざ (1965)
- 座頭市地獄旅 (1965)
- 悪名無敵 (1965)
- 大魔神 (1966)
- 大魔神怒る (1966)
- 兵隊やくざ 大脱走 (1966)
- 陸軍中野学校 竜三号指令 (1967)
- ひき裂かれた盛装 (1967)
- 古都憂愁 姉いもうと (1967)
- なみだ川 (1967)
- 眠狂四郎女地獄 (1968)
- 怪談雪女郎 (1968)
- 兵隊やくざ 強奪 (1968)
- とむらい師たち（1968）
- 座頭市喧嘩太鼓 (1968)
- 手錠無用 (1969)
- 二匹の用心棒 (1968)
- 鬼の棲む館 (1969)
- 天狗党 (1969)
- 笹笛お紋（1969）
- 怪談累ヶ淵 (1970)
- 狐のくれた赤ん坊 (1971)
- 子連れ狼 子を貸し腕貸しつかまつる (1972)
- 子連れ狼 三途の川の乳母車 (1972)
- 戒厳令 (1973)
- 子連れ狼 地獄へ行くぞ!大五郎 (1974)
- 泥の河 (1981)
- 曽根崎心中 (1981)
- 姐御（1988）
- 華の乱 (1988)
- TOMORROW 明日 (1988)
- 浪人街 (1990)
- 流転の海 (1990)
- 橋のない川 (1992)
- 新極道の妻たち 覚悟しいや (1992)
- 極道の妻たち 赫い絆 (1995)
- プライド 運命の瞬間 (1998)
- RED SHADOW 赤影 (2001)

## 著書
- 「映画美術の情念」 : リトル・モア (1992年)[10]